# Front d'Alliberament de Catalunya
Front d'Alliberament de Catalunya o Front D'Alliberament Català (Frente de Liberación Catalán en español; FAC) fue una organización terrorista del independentismo catalán fundada en 1969 y disuelta en 1977. 

## Historia
Nació en 1969, el mismo año de la fundación del PSAN —una escisión del Front Nacional de Catalunya (FNC)—. Rechazó el antiguo modelo de movimiento de resistencia, como el que representaba el FNC, para pasar a la acción directa contra la «presencia extranjera» que dominaba Cataluña. Su primer atentado fue en octubre de 1970 contra la sede en Barcelona de Radio Nacional de España, al que siguieron atentados contra las oficinas de La Vanguardia Española y contra repetidores de televisión de TVE. También atacaron por la noche varios juzgados. Actuaba especialmente cuando se producía algún conmemoración franquista, como el atentado que tuvo lugar el 1 de abril de 1971 (Día de la Victoria nacional en la guerra civil española) en la plaza de las Glorias de Barcelona donde colocaron una bomba. Pronto se produjeron las detenciones por la policía de algunos de sus miembros, mientras que otros lograban escapar a Francia.
En 1973 puso fin al esquema de «frente» para pasar a ser el brazo armado de un supuesto partido nacional-maoísta que tendría su base en los barrios periféricos de Barcelona. Sin embargo hubo que esperar tres años más para que se formara su «brazo político»: el Moviment Revolucionari de Catalunya, de vida efímera pues desapareció en 1977.
El atentado más grave que cometió el FAC fue el que acabó con la vida del Guardia Civil Dionisio Medina Serrano, el 7 de marzo de 1971, en Barcelona. Fue la primera víctima del terrorismo en Cataluña.